# BMW R 51/3

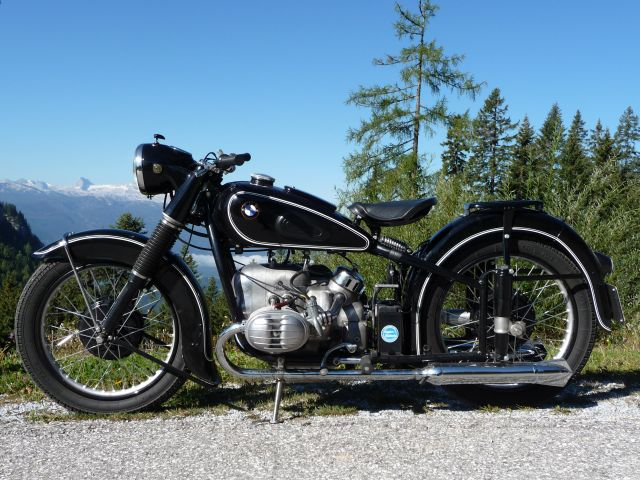
BMW R 51/3, Baujahr 1951

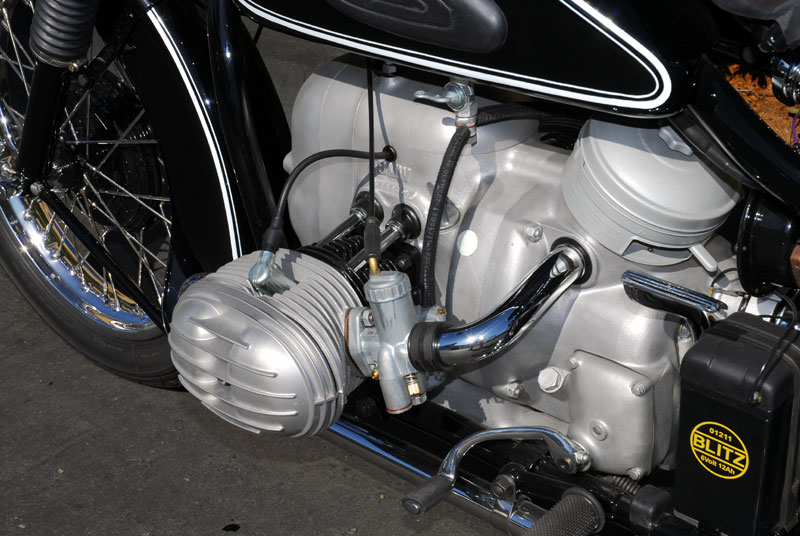
Motor der R 51/3

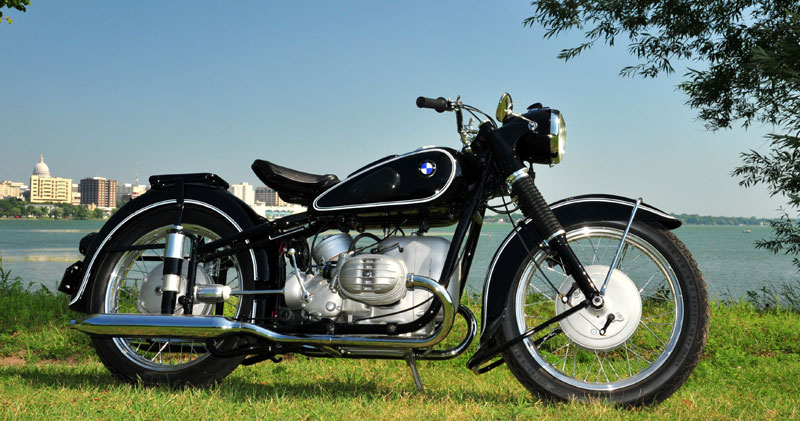
BMW R 51/3, Baujahr 1954

Die BMW R 51/3 ist ein von 1951 bis 1954 in 18.420 Stück produziertes seitenwagentaugliches Zweizylinder-Motorrad des Herstellers BMW mit 500 cm³ Hubraum, Boxermotor mit 18 kW (24 PS) und Kardanantrieb. Der Verkaufspreis betrug 2750 DM. Zusammen mit der gleichzeitig erschienenen BMW R 67 war sie die erste wesentliche BMW-Motorrad-Neuentwicklung nach dem Zweiten Weltkrieg, die auf die BMW R 51 (1938–1940) und die nur 1950 produzierte R 51/2 folgte.

## Konstruktionsmerkmale
Der Doppelschleifenrahmen ist aus Stahlrohr geschweißt und hat seitliche Kugelköpfe zur Aufnahme eines Seitenwagens. Passende Seitenwagen sind der S 350, LS 200 besser noch der TR 500 von Steib. Für den Seitenwagenbetrieb ist eine geänderte (kürzere) Übersetzung des Kardanantriebs erforderlich.
Schutzbleche und Tank sind aus Stahlblech gefertigt, der Motorblock, das Getriebe- und das Kardangetriebe-Gehäuse bestehen aus Aluminiumguss. Wie bei den Vormodellen BMW R 51/2 und BMW R 51 ist der Motor mit zwei Steckachsen in Gummibuchsen des Rahmens gelagert. Die „Fischschwanz“-Auspufftöpfe waren mit Schellen direkt an Motorachse und Rahmen befestigt. 1954 wurden sie durch eine moderne Form ersetzt. 

### Motor
Der Motor der R 51/3 ist gegenüber dem leistungsgleichen Vorgänger der R 51/2 völlig neu entwickelt mit nur noch einer zahnradgetriebenen Nockenwelle über der Kurbelwelle; der Vorgänger-Motor BMW R 51/2 hatte zwei Nockenwellen, die über Kette angetrieben wurden.
Wie bei den Vorgängermodellen BMW R 51 und BMW R 51/2 ist der Motor ein längs eingebauter Zweizylinder-Boxer-Viertakt-Motor mit außen über den Zylindern in Schutzrohren aus verchromtem Stahl laufenden Stoßstangen (OHV). Diese Stoßstangen betätigen die Kipphebel in den Zylinderköpfen, diese ihrerseits die hängenden Ventile. Kipphebel, Kolbenbolzen und Pleuel sind in Bronzebuchsen gelagert; die Kurbelwelle läuft in Kugellagern. Die Zahnrad-Ölpumpe befindet sich hinter dem vorderen Gehäusedeckel und wird durch Stirnräder angetrieben.

### Getriebe
Auf dem hinteren Kurbelwellenstumpf sitzt die schwere Schwungscheibe (mit Zündeinstellmarkierung), die die Einscheibentrockenkupplung aufnimmt. Die Kupplung wird mit Axiallager über eine Druckstange betätigt, die durch die hohle Hauptwelle des 4-Gang-Getriebes verläuft. Dieses Modell hat den klassisch geschwungenen verchromten Anlaßhebel. Links ist ein Fußschalthebel und rechts ein Handschalthebel entsprechend der damaligen Norm DIN 73005 (Ausgabe Mai 1940) angebracht, die (bis März 1970) forderte: „Fußschaltung für alle Krafträder vorgeschrieben. Zusätzlich muss ein Handschalthebel zum Betätigen der Schaltung unter besonderen Verhältnissen bei den Krafträdern mit 250 cm³ Hubraum und darüber vorhanden sein“.

### Zündung und Lichtmaschine
Auf dem vorderen Kurbelwellenstumpf sitzt hinter dem Gehäusedeckel die Gleichstrom-Lichtmaschine von Noris mit Laderegler. Die Zündanlage ist keine Batteriezündung, sondern ein Magnetzünder mit Fliehkraftverstellung, und wird von der Nockenwelle angetrieben. Das Motorrad kann demnach auch mit leerer Batterie (bzw. ohne) noch fahren, da der Zündstrom batterieunabhängig erzeugt wird. Der Bleiakkumulator ist ungekapselt auf einem Halter unter dem Sattel befestigt.

### Vergaser, Luftfilter
Die Vergaser sind Bing-Schwimmerkammervergaser mit konischer Nadel im Rundschieber und 22 mm Durchlassquerschnitt. Das Nass-Luftfilterelement sitzt auf dem Getriebegehäuse, ein Stahlnetz, an dem der Staub sich beim Ansaugen der Luft festsetzt, und das bei der Wartung ausgewaschen und mit Öl benetzt wird.

### Antrieb
Der Antriebsstrang hat am Getriebeausgang ein elastisches Drehmoment-Übertragungselement, eine textilverstärkte Gummi-Vierlochscheibe (Hardyscheibe). Sie ist am Zweifingerflansch des Getriebes aufgeschoben und überträgt das Drehmoment der Getriebeausgangswelle auf die Zweifingeraufnahme der Kardanwelle. Die Hardyscheibe hat wegen der hohen Fliehkräfte der rotierenden Gummischeibe umfangsseitig einen verchromten Stahlring.
Die hochglanzverchromte Kardanwelle ist nicht gekapselt. Das am Winkelgetriebe befestigte Kreuzgelenk der Kardanwelle ist gegen Staub mit einer verchromten Schraubkappe abgedeckt. Gegen diese Schraubkappe läuft ein mit der Welle rotierender Dichtungsgummi, der Schmutz aus dem Kardangelenk fernhält.
Das Kegelradgetriebe mit 90° Umlenkung an der Hinterachse ist mit Schwergetriebeöl für hohe Flankenpressungen (Hypoidöl) gefüllt.

### Räder
1954 wurden die zweifarbig lackierten Stahlfelgen (3×19) durch Leichtmetallfelgen ersetzt und die Stahl-Halbnabenbremsen („Dosendeckelbremse“) durch breite Aluminium-Vollbremsnaben, nachdem bereits 1952 die Vorderradbremse mit Hilfe einer Duplex-Ausführung verbessert worden war. Der Bremstrommeldurchmesser blieb mit 200 mm genauso unverändert wie die Bereifungsgröße 3.50-19.

## Technische Daten
| Kenngröße             | Daten der R 51/3              |                               |
| --------------------- | ----------------------------- | ----------------------------- |
| Bauart                | Zweizylinder-Boxer mit Kardan | Zweizylinder-Boxer mit Kardan |
| Motor                 | Viertakt OHV                  | Viertakt OHV                  |
| Bauzeit               | 1951–1954                     | 1951–1954                     |
| Bohrung               | 68 mm                         |                               |
| Hub                   | 68 mm                         |                               |
| Hubraum               | 494 cm³                       |                               |
| Leistung (kW/PS)      | 18 / 24 bei 5.800 min−1       |                               |
| Höchstgeschwindigkeit | 135 km/h                      |                               |
| Leergewicht           | 190 kg                        | 190 kg                        |

- Bremsbauart vorn Duplex ab 1952
- Bremsbauart hinten Simplex
- größte Breite 790 mm
- größte Länge 2130 mm
- Sattelhöhe 725 mm
- Bodenfreiheit 103 mm
- Radstand 1400 mm
- zulässiges Gesamtgewicht solo 355 kg
- zulässiges Gesamtgewicht Gespann 600 kg
- Leergewicht mit orig. BMW-Seitenwagen 320 kg